# نوكيا لوميا 520
نوكيا لوميا 520 (بالإنجليزية: Nokia Lumia 520)‏ هو هاتف ذكي طورته نوكيا يعمل بنظام التشغيل ويندوز فون 8 ويمكن ترقيته إلي ويندوز فون 8.1. أعلن عنه في 21 أبريل, 2013 وصدر لأول مرة في 22 أبريل, 2013.
في أيلول عام 2013, أصبح هاتف لوميا 520 أكثر أجهزة ويندوز مبيعاً في العالم، بأعداد مبيعات تفوقت على كل أجهزة ويندوز فون، حواسيب شخصية وحواسيب لوحية من شركة مايكروسوفت.

## الهارد وير
يأتي هاتف لوميا 520 بشاشة لمس متعدد فائقة الحساسية مساحتها 4 إنش، زوايا النظر مُخَفَّضة قليلاً بالمقارنة مع هواتف لوميا الأخرى. يشارك الهاتف نفس درجة وضوح الشاشة (800×480) مع هواتف لوميا الأغلى 620, 720 و820, في الحقيقة يملك الهاتف أعلى كثافة للبكسلات من جهاز لوميا 720, شاشة اللمس مصممة لتكون حساسة كفاية حتى عند استعمالها مرتدياً القفازات.
بصرف النظر عن الشاشة فإن الجانب الأمامي من الجهاز يحتوي على زر العودة القياسي لويندوز فون 8, وزر إبدأ وزر البحث وأيضاً مكبر للصوت. من الخلف، يحتوي على كاميرا 5 ميغا بكسل مع تركيز تلقائي ومرحلتين للالتقاط، لا يوجد ضوء فلاش في لوميا 520. على جوانب الهاتف، يحتوي على ملامح ويندوز فون القياسية, كما هو مطلوب من مايكروسوفت - أزرار التحكم بالصوت، زر الكاميرا، زر الإقفال، منفذ لسمعات 3.5 ملم ومنفذ مايكرو يو إس بي والذي يستخدم أيضا لإعادة شحن الجهاز، الهاتف لا يحتوي على كاميرا أمامية أو بوصلة رقمية، يحتوي الجهاز على ذاكرة داخلية مقدارها 8 جيغا بايت ( 3 جيغا منها تُشغَل بنظام التشغيل).
لدى لوميا 520 بطارية 1430 ملي أمبير وهي أكبر من بطارية لوميا 620 ذات الـ 1300 ملي أمبير، لوميا 520 أيضا أنحف وأخف وزناً من 620, لكن في نفس الوقت أطول وأعرض من 620 نظراً لأن شاشته أكبر، وحيث أن الجهاز هو جهاز اقتصادي في المقام الأول، فينقص الجهاز كاميرا أمامية, ضوء فلاش، بوصلة, اتصال إن إف سي وشاشة كلير بلاك، كل هذا لتقليل التكلفة.

## السوفت وير
يتم بيع جهاز لوميا 520 مع نظام ويندوز فون 8, وأيضاً مع تطبيقات حصرية كـ (Nokia Mix Radio) و (HERE Maps) - المميز بتوجيهات الـ «خطوة بخطوة», خرائط وملاحة بدون اتصال بالإنترنت ومعلومات الترانزيت-. حصل لوميا 520 على تحديث لوميا آمبر (عنبر) في منتصف سنة 2013, الذي جلب الكثير من التحسينات وإصلاحاتٍ للأخطاء، وجلب فيه إمكانية تصوير أكثر ثباتاً, وحصل الهاتف على تحديث لوميا بلاك (أسود) في أواخر عام 2013.
لوميا 520 يمكن تحديثه إلى ويندوز فون 8.1 كجزءٍ من تحديث لوميا سيان(سمائي).